# Брейтовський район
Брейтовський район (рос. Брейтовский район) — адміністративна одиниця Ярославської області Російської Федерації.
Адміністративний центр — Брейтово.

## Адміністративний поділ
До складу району входять 3 сільських поселення:
1. Брейтовське сільське поселення (с. Брейтово)
  - Брейтовський сільський округ
  - Покрово-Сітський сільський округ (с. Покровське на Сіті)
  - Ульяновський сільський округ
2. Гореловське сільське поселення (с. Горелово)
  - Гореловський сільський округ
  - Севастьянцевський сільський округ
3. Прозоровське сільське поселення (с. Прозорово)
  - Прозоровський сільський округ
  - Сутковський сільський округ
  - Філімоновський сільський округ